# Заградище
Заградище (словен. Zagradišče) — поселення в общині Любляна, Осреднєсловенський регіон, Словенія. Висота над рівнем моря: 420,9 м.